# Dapoxetine
Dapoxetine (tên thị trường là Priligy và Westoxetin) là một loại thuốc dùng để điều trị xuất tinh sớm (PE) ở nam giới từ 18 đến 64 tuổi. Dapoxetine hoạt động bằng cách ức chế chất vận chuyển serotonin, tăng hoạt động của serotonin ở màng sau synap, làm chậm quá trình xuất tinh. Là một thành viên của họ tuốc ức chế tái hấp thu serotonin có chọn lọc (SSRI), dapoxetine ban đầu được tạo ra nhằm mục đích là thuốc chống trầm cảm. Không giống như các SSRI khác, dapoxetine được hấp thụ và đào thải nhanh chóng trong cơ thể. Đặc tính tác dụng nhanh của thuốc khá phù hợp trong điều trị xuất tinh sớm, chứ không chống được trầm cảm.
Dapoxetine do công ty dược phẩm Eli Lilly chế tạo, sau đó được bán cho Johnson & Johnson vào năm 2003. Thuốc được nghiên cứu và ghi vào Hồ sơ đăng ký thuốc nộp lên Cục quản lý thực phẩm và dược phẩm Hoa Kỳ (FDA) với tác dụng điều trị xuất tính sớm năm 2004. Dapoxetine được bày bán ở một số nước châu Âu và châu Á, và ở Mexico. Năm 2012, Menarini mua bản quyền thương mại hóa Dapoxetine ở châu Âu, hầu hết các nước châu Á, châu Phi, châu Mỹ Latinh và Trung Đông.

## Sử dụng trong y tế

### Xuất tinh sớm
Các thử nghiệm ngẫu nhiên, kiểm soát "giả dược" đã khẳng định hiệu quả của dapoxetine trong điều trị xuất tin sớm. Liều lượng khác nhau có tác động khác nhau đến các loại xuất tính sớm khác nhau. Dapoxetin 60 mg cải thiện đáng kể thời gian xuất tinh trong âm đạo trung bình (IELT) so với dapoxetine 30 mg ở đối tượng nam giới mắc xuất tinh sớm mãn tính. Tuy vậy không có sự khác biệt tác dụng của thuốc với liều lượng khác nhau ở nam giới xuất tinh sớm mắc phải. Uống dapoxetine trước khi quan hệ tình duc 1-3 giờ sẽ kéo dài thời gian xuất tinh trong âm đạo trung bình và tăng cảm giác kiểm soát và thỏa mãn tình dục ở nam giới từ 18 đến 64 tuổi bị xuất tinh sớm. Dapoxetine giúp nam giới khắc phục tình trạng ức chế và giảm khoái cảm khi bị xuất tính sớm. Các thuốc cùng họ SSRI khác như fluoxetine, paroxetine, sertraline, fluvoxamine và citalopram cũng được sử dụng đẻ điều trị. Tuy nhiên, các thuốc SSRI này cần được uống hàng ngày để đạt được hiệu quả, và thời gian bán hủy dài hơn khiến tăng nguy cơ tích lũy thuốc và tăng tác dụng phụ như giảm ham muốn. Dapoxetine là thuốc SSRI tác dụng nhanh. Thuốc được hấp thu nhanh hơn và chủ yếu được đào thải khỏi cơ thể trong vòng vài giờ. Dược động học thuốc này thuận lợi hơn ở chỗ người dùng hạn chế sự tích lũy thuốc trong cơ thể và tác dụng phụ.

## Chống chỉ định
Chống chỉ định là tình huống không nên sử dụng thuốc, vì nó có thể gây hại cho bệnh nhân. Dapoxetine không nên được sử dụng ở nam giới bị suy gan mức trung bình đến mức nặng và ở những người dùng thuốc ức chế CYP3A4 như ketoconazole, ritonavir và telithromycin. Không sử dụng ở những bệnh nhân bị suy tim, dùng máy tạo nhịp tim vĩnh viễn hoặc thiếu máu cục bộ. Thận trọng ở nam giới đang sử dụng thioridazine, thuốc ức chế monoamin oxydase, SSRI, thuốc ức chế tái hấp thu serotonin-norepinephrine hoặc thuốc chống trầm cảm ba vòng. Bệnh nhân ngừng dùng một trong những loại thuốc này cần đợi 14 ngày trước khi dùng dapoxetine. Bệnh nhân ngừng dùng dapoxetine cần đợi 7 ngày trước khi  sử dụng các loại thuốc nêu trên.

## Tác dụng phụ
Các tác dụng phổ biến nhất khi dùng dapoxetine là buồn nôn, chóng mặt, khô miệng, nhức đầu, tiêu chảy và mất ngủ. Ngừng thuốc do tác dụng phụ có liên quan đến liều dùng. Theo McMahon trong nghiên cứu gần đây ở châu Á, tỷ lệ ngừng thuốc là 0,3%, 1,7% và 5,3% trong số 1067 đối tượng nghiên cứu với giả dược, dapoxetine 30 mg và dapoxetine 60 mg. Không giống như các SSRI khác được sử dụng để điều trị trầm cảm, yếu sinh lý, dapoxetine ít gây yếu sinh lý hơn hẳn. Dapoxetine có tác dụng phụ rất nhẹ là giảm ham muốn (<1%) và rối loạn cương dương (<4%).

### Quá liều
Không có trường hợp quá liều thuốc đã được báo cáo trong các thử nghiệm lâm sàng.

### Tương tác

#### Vớichất ức chế phosphodiesterase(chất ức chế PDE5)
Nhiều nam giới xuất tinh sớm có thể mắc thêm rối loạn cương dương (ED). Điều trị cho những bệnh nhân này nên xem xét tương tác thuốc giữa các thuốc ức chế dapoxetine và PDE5 như tadalafil (Cialis) hoặc sildenafil (Viagra). Trong nghiên cứu Dresser (2006), nồng độ trong huyết tương của 24 đối tượng đã thu được. Một nửa số mẫu được xử lý bằng dapoxetine 60 mg + tadalafil 20 mg; nửa còn lại được điều trị bằng dapoxetine 60 mg + sildenafil 100 mg. Những mẫu huyết tương này sau đó được phân tích bằng phương pháp sắc ký lỏng song song khối phổ. Kết quả cho thấy dapoxetine không làm thay đổi dược động học của tadalafil hoặc sildenafil.

#### Vớiethanol
Ethanol không ảnh hưởng đến dược động học của dapoxetine khi dùng đồng thời.

## Cơ chế hoạt động
Cơ chế dapoxetine ảnh hưởng đến xuất tinh sớm vẫn chưa rõ ràng. Tuy nhiên, người ta cho rằng dapoxetine hoạt động bằng cách ức chế chất vận chuyển serotonin và sau đó hoat hóa serotonin ở các thụ thể màng trước và màng sau synap. Xuất tinh ở người được điều hòa bởi các khu vực khác nhau trong hệ thần kinh trung ương (CNS). Con đường xuất tinh bắt nguồn từ phản xạ tủy sống, chỗ ngang mức ngực và thắt lưng của thần kinh tủy sống. Các sợi thần kinh này nhận tín hiệu là các kích thích ở bộ phận sinh dục nam. Những tín hiệu này được chuyển tiếp đến thân não, sau đó chi phối bởi một số nhân não như nhân trước giao thoa thị giác trung gian (medial preoptic) và nhân cận não thất (paraventricular nulcei) của vùng dưới đồi. Nghiên cứu của Clement thực hiện trên chuột đực gây mê cho thấy sử dụng dapoxetine cấp tính ức chế phản xạ xuất tinh ở ngang mức mỏm gai bằng cách điều chỉnh hoạt động tế bào thần kinh ở nhân tế bào lưới khổng lồ vùng cận bên (LPGi). Những tác động này gây ra sự gia tăng thời gian trễ trong phản xạ neuron vận động thuộc thần kinh thẹn trong (PMRD). Tuy nhiên, không rõ liệu dapoxetine tác động trực tiếp lên LPGi hay trên gián tiếp trên con đường mà các sợi từ nhân LPGi đi xuống.

## Dược động học
Hấp thu
Dapoxetine là chất bột trắng và không tan trong nước. Thời gian hấp thụ là từ 1 giờ 3 giờ trước khi hoạt động tình dục. Nồng độ tối đa trong huyết tương (Cmax) đạt 1-2 giờ sau khi uống. Cmax và AUC (Khu vực dưới đường cong) phụ thuộc vào liều. Cmax và Tm (thời gian cần thiết để đạt được nồng độ tối đa trong huyết tương) sau một liều dapoxetine 30 mg và 60 mg lần lượt là 297 và 498 ng/ml, tương ứng với 1,01 và 1,27 giờ. Một bữa ăn nhiều chất béo sẽ làm giảm Cmax một chút nhưng không đáng kể. Trên thực tế, thực phẩm không làm thay đổi dược động học của dapoxetine. Dapoxetine dùng được cả trước và sau khi ăn.
Phân phối
Dapoxetine được hấp thụ và phân phối nhanh chóng trong cơ thể. Hơn 99% dapoxetine liên kết với protein huyết tương. Thể tích trạng thái ổn định trung bình là 162 L. Thời gian bán hủy tiên phát là 1,31 giờ (liều 30 mg) và 1,42 giờ (liều 60 mg) và thời gian bán hủy cuối cùng của nó là 18,7 giờ (liều 30 mg) và 21,9 giờ (liều 60 mg).
Sự trao đổi chất
Dapoxetine được chuyển hóa rộng rãi ở gan và thận nhờ nhiều enzyme như CYP2D6, CYP3A4 và flavin monooxygenase 1 (FMO1). Sản phẩm chính ở cuối con đường trao đổi chất là dapoxetine N-oxide, là một SSRI yếu và không đóng góp gì cho lâm sàng. Các sản phẩm khác chiếm  ít hơn 3% trong huyết tương là desmethyldapoxetine và didesmethydapoxetine. Desmethyldapoxetine xấp xỉ với dapoxetine.
Thải trừ
Các chất chuyển hóa của dapoxetine được loại bỏ nhanh chóng trong nước tiểu với thời gian bán hủy cuối cùng là 18,7 và 21,9 giờ cho một liều duy nhất  tương ứng là 30 mg và 60 mg.

## An toàn và dung nạp
An toàn cho hệ tim mạch
Hồ sơ an toàn tim mạch của dapoxetine được nghiên cứu rộng rãi trong quá trình phát triển thuốc. Các thử nghiệm ở giai đoạn I cho thấy dapoxetine không có tác dụng điện tim đáng kể về mặt lâm sàng cũng như không có tác dụng tái cực, với liều gấp bốn lần so với liều khuyến cáo tối đa là 60 mg. Các nghiên cứu giai đoạn III ở những nam giới xuất tinh sớm cho thấy sự an toàn và dung nạp tốt của dapoxetine với liều 30 và 60 mg. Không có ảnh hưởng xấu tới hệ tim mạch được tìm thấy.
An toàn cho hệ thần kinh
Các nghiên cứu về thuốc dòng SSRI ở bệnh nhân lớn rối loạn tâm thần chứng minh rằng SSRI có một số tác dụng phụ trong nhận thức thần kinh như lo âu, ngồi không yên, hưng cảm nhẹ, những thay đổi trong tâm trạng, hoặc suy nghĩ muốn tự tử. Tuy nhiên, không có nghiên cứu nào về tác dụng của SSRI ở nam giới mắc xuất tinh sớm. Nghiên cứu của McMahon năm 2012 cho thấy dapoxetine không ảnh hưởng đến tâm trạng và không liên quan đến lo lắng hay tự tử.
Hội chứng cai thuốc
Tỷ lệ mắc các triệu chứng hội chứng cai thuốc chống trầm cảm ở nam giới sử dụng dapoxetine để điều trị xuất tinh sớm đã được các nhà tổng quan mô tả là thấp hoặc không khác biệt so với tỷ lệ mắc các triệu chứng đó ở nam giới rút khỏi điều trị bằng giả dược. Việc thiếu kích thích serotonergic mãn tính với dapoxetine theo yêu cầu sẽ giảm thiểu tác dụng ức chế serotonin ở khe synapse, do đó làm giảm nguy cơ mắc bệnh DESS.

## Tổng hợp

Tổng hợp dapoxetine

Hiện tại rất ít phương pháp được sử dụng để tổng hợp (S)-dapoxetine. Cách tiếp cận mới lạ này chỉ bao gồm 6 bước (3 bước chính được trình bày ở hình trên). Chất phản ứng ban đầu là alcohol trans-cinnamyl có sẵn trong thương mại. Phản ứng epoxid hóa không đối xứng và phản ứng Mitsunobu có mặt trong quá trình sản xuất (S)-dapoxetine. Hiệu suất tổng thể là 35%. Phương pháp này được coi là một lựa chọn tốt so với các phương pháp đã biết do năng suất cao và  dễ dàng thu được các chất phản ứng.

## Tên thương mại
Dapoxetine được bán dưới nhiều tên thương hiệu như Dumax, Duratia, Joypox (của daPOXetine), Kutub, Lejam, Longride Pentenal-30, Priligy, Sustinex, Ever Long, Joytab, Westoxetin,Primaxetin (Примаксетин) tại Nga và Exirect (tại Iran).